# Španjolska reprezentacija u nogometu na pijesku
Španjolska reprezentacija u nogometu na pijesku je nacionalni sastav Španjolske u nogometu na pijesku kojeg kontrolira Real Federación Española de Fútbol.
Reprezentacija se krajem 1990-ih prometnula u najbolju u Europi kada je na kontinentalnom prvenstvu Euro Beach Soccer League na pet uzastopnih nastupa osvojila četiri naslova prvaka i jedno srebro. To se odnosi na razdoblje od 1999. do 2003. godine kada je za nacionalni sastav nastupao Ramiro Figueiras Amarelle koji je proglašavan najboljim igračem i strijelcem tih turnira.
U isto vrijeme, Španjolska je na svjetskoj smotri 2000. osvojila broncu protiv Japana dok je 2003. i 2004. igrala u dva finala. Ondje ju je na čuvenoj plaži Copacabana oba puta pobjeđivao branitelj naslova Brazil (prvi puta s 8:2 a drugi sa 6:4).
Reprezentacija nakon toga pada u rezultatsku krizu ali vraća se u velikom stilu 2006. godine kada ponovo osvaja europski naslov pobjedom protiv Portugala. Na tom prvenstvu je Roberto Valeiro proglašen najboljim vratarem turnira a Furija postaje peterostruki prvak.
2013. godine na Svjetskom prvenstvu na Tahitiju, Španjolci u polufinalu pobjeđuju Brazil s tijesnih 2:1 te po treći puta stižu do finala Mundijala. Ipak, ondje ih je čekala premoćna Rusija koja pobjeđuje s 5:1. Protiv istog protivnika Španjolska se susrela i sljedeće godine u finalu Europskog prvenstva u kojem su Rusi ponovo trijumfirali.
Također, Furija je nastupila i na Europskim igrama u Bakuu 2015. godine gdje je osvojila peto mjesto u susretu protiv Ukrajine.

## Trenutni sastav
| Broj | Pozicija | Ime                           |
| ---- | -------- | ----------------------------- |
| 1    | Vratar   | Francisco Jesús Donaire López |
| 2    | Branič   | Jose Cintas                   |
| 3    | Branič   | Antonio Mayor                 |
| 4    | Branič   | Francisco Mejias              |
| 5    | Branič   | Juan Martin Lima              |
| 6    | Vezni    | Nicolas Alvarado              |
| 7    | Vezni    | Miguel Angel Santiso          |
| 8    | Vezni    | Daniel Pajón Gómez            |
| 9    | Napadač  | Raul Merida                   |
| 10   | Napadač  | Llorenç Gomez                 |
| 11   | Napadač  | Abderrahim Omar Al Gazi       |
| 12   | Vratar   | Christian Mendez              |

## Vanjske poveznice
- RFEF.es  Arhivirana inačica izvorne stranice od 14. svibnja 2008. (Wayback Machine)